# Heideck
Heideck ([ˈhaɪ̯dɛk] ⓘ) ist eine Stadt im Landkreis Roth (Mittelfranken, Bayern) und damit in der Planungsregion Nürnberg. Der Ort liegt in der Metropolregion Nürnberg und im Fränkischen Seenland.

## Geografie

### Geografische Lage
Die Stadt liegt im südlichen Mittelfranken etwa zwischen dem Rothsee und dem Brombachsee im Tal der Kleinen Roth auf einer Höhe von 407 m ü. NHN. Südlich des Stadtgebietes steigt das Gelände zum fränkischen Jura hin steil an und erreicht bei Schloßberg eine Höhe von 607 m ü. NHN. Südlich des Gemeindeteils Selingstadt verläuft die Europäische Hauptwasserscheide. Nördlich davon fließen alle Gewässer in die Nordsee, südlich davon ins Schwarze Meer.

### Nachbargemeinden
Angrenzende Gemeinden sind:
| Georgensgmünd                                             | Roth                                        | Hilpoltstein |
| Röttenbach, Pleinfeld (Landkreis Weißenburg-Gunzenhausen) | Kompassrose, die auf Nachbargemeinden zeigt | Thalmässing  |
| Ettenstatt (Landkreis Weißenburg-Gunzenhausen)            | Bergen (Landkreis Weißenburg-Gunzenhausen)  |              |

### Gemeindegliederung
Es gibt 17 Gemeindeteile (in Klammern ist der Siedlungstyp angegeben):
- Aberzhausen (Kirchdorf)
- Altenheideck (Dorf)
- Fichtenmühle (Dorf)
- Haag (Weiler)
- Heideck (Hauptort)
- Höfen (Dorf)
- Kippenwang (Weiler)
- Kreuth (Gut)
- Laffenau (Dorf)
- Laibstadt (Pfarrdorf)
- Liebenstadt (Pfarrdorf)
- Rambach (Weiler)
- Rudletzholz (Kirchdorf)
- Schloßberg (Kirchdorf)
- Seiboldsmühle (Dorf)
- Selingstadt (Kirchdorf)
- Tautenwind (Dorf)

Es gibt auf dem Gemeindegebiet 8 Gemarkungen: Aberzhausen (Gemarkungsteil 0), Heideck, Laffenau, Laibstadt, Liebenstadt, Rudletzholz, Schloßberg und Selingstadt. Die Gemarkung Heideck hat eine Fläche von 3,872 km². Sie ist in 1654 Flurstücke aufgeteilt, die eine durchschnittliche Flurstücksfläche von 2340,76 m² haben. In ihr liegt neben dem namensgebenden Ort der Gemeindeteil Kreuth.

## Geschichte

### Von einer Ritterburg zur Stadt

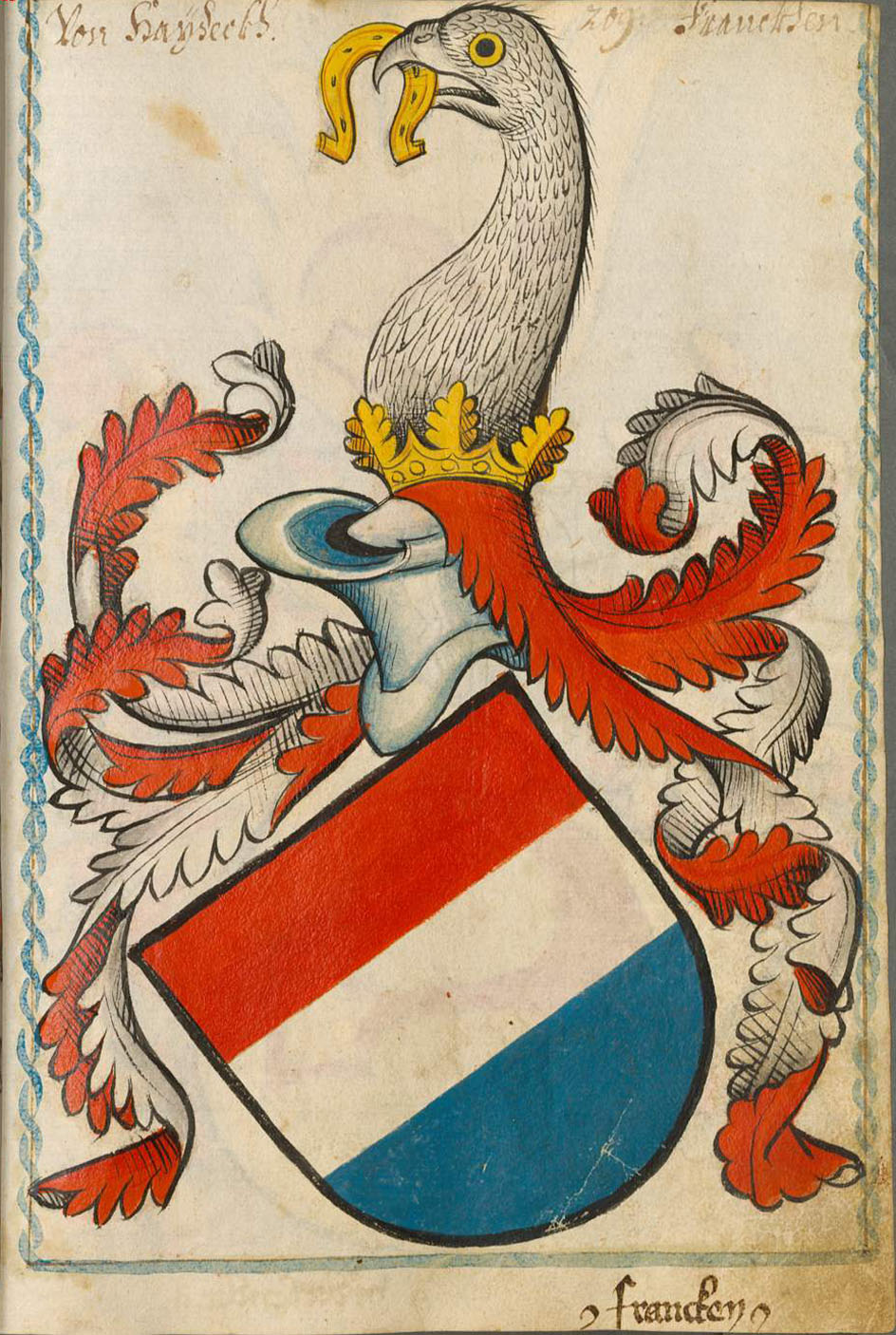
Wappen der Familie von Heideck nach dem Scheiblerschen Wappenbuch

Im Jahre 1192 ließ sich Ritter Hadebrand II. im Gebiet der heutigen Stadt Heideck nieder und erbaute dort eine erste Burg, diese wurde nach dem Bau der neu errichteten Burg als Burg Altenheideck bezeichnet. Sie lag über dem heutigen Dorf Altenheideck. 1278 erbauten die Herren von Heideck, wie sich dieses Geschlecht fortan nannte, eine neue Burg Heideck am Schloßberg. Im Tal entstand die heutige Stadt Heideck, die als „nova civitas“ erstmals im Jahre 1288 urkundlich erwähnt wurde. Die folgenden Jahrhunderte waren geprägt von wechselnden Herrschaften über Heideck. Ab 1471 unterstand die Stadt dem Wittelsbacher Herzog Ludwig IX. von Bayern-Landshut, später dem Fürstentum Pfalz-Neuburg. Götz von Berlichingen erwähnte Heidecks Gegenwehr im Jahre 1504 während des Landshuter Erbfolgekriegs kurz in seinen Lebenserinnerungen:

„Also zog ich mit herr Neidtharten vonn Thungen hinauff zum marggraffenn, der lag zu Rott mit seinem höer, vnd namen wir ein denn Hilberstein vnd andere fleckhen mehr, so inn die Obernn Pfaltz gehorenn. Deßgleichenn die vonn Nurnnberg saumbtenn sich auch nit, aber Haideck das hildt denn stich, vnd ergab sich nit. (neuhochdeutsch: ‚Also zog ich mit dem Herrn Neidhard von Thüngen hinauf zum Markgrafen, der mit seinem Heer in Roth lag; wir nahmen Hilpoltstein und andere Flecken ein, welche zur Oberpfalz gehören. Die von Nürnberg ließen auch nicht auf sich warten. Heideck jedoch hielt stand und ergab sich nicht.‘)“

Im 16. Jahrhundert wurde Heideck zeitweilig von der Reichsstadt Nürnberg verwaltet und gehörte ab 1806 zum Königreich Bayern.
Mit den wechselnden Herrschaften wechselte auch die Religionszugehörigkeit. Nachdem Heideck nach dem Landshuter Erbfolgekrieg 1505 zum neuerrichteten Fürstentum Pfalz-Neuburg gelangt war, blieb es zunächst katholisch. Mit der Verpfändung des pfalzneuburgischen Pflegamtes Heideck 1542 an Nürnberg führte die Reichsstadt die Reformation ein. 1585 wurde das Amt Heideck von Pfalz-Neuburg wieder eingelöst; die Wiedereinführung der katholischen Glaubensrichtung erfolgte mit der Rekatholisierung von Neuburg-Pfalz unter dem konvertierten Pfalzgraf Wolfgang Wilhelm ab dem Jahr 1627 durch Jesuiten und mit Hilfe des herzoglichen Religionspatentes von 1628.
Da Heideck durch sein frühes Stadtrecht eine Vielzahl von Sonderrechten zukam, verfügte es auch über eine eigene Gerichtsbarkeit. Es gab einen eigenen Richter und verhängte Urteile einschließlich Hinrichtungen wurden auch in Heideck vollstreckt. Der Kerker befand sich zuerst in einem der Türme der Stadtmauer, später war das Gefängnis in der heutigen Brauhausgasse. Der Galgen der Stadt befand sich auf einem Hügel rechts der Verbindungsstraße von der heutigen Bahnhofstraße in Richtung Selingstadt. Die letzte Hinrichtung fand dort im Jahre 1837 statt. Wie man heute weiß, war der Gehängte, der des Mordes beschuldigt war, unschuldig.
Am 4. August 1898 kam es zu einem Großbrand in der Hauptstraße, der vermutlich in der Scheune einer Brauerei ausbrach. Ein heißer Sommerwind aus Südrichtung begünstigte die schnelle Ausbreitung des Brandes, welcher von mehr als 500 Feuerwehrmännern und freiwilligen Helfern auch aus umliegenden Ortschaften zu löschen versucht wurde. Sechs historische Fachwerkhäuser fielen den Flammen zu Opfer. Ob der Brand Menschenleben kostete ist nicht überliefert.

### Eingemeindungen
Am 1. Januar 1971 wurden im Zuge der Gebietsreform in Bayern die Gemeinde Liebenstadt und Teile der Gemeinde Aberzhausen eingegliedert. Am 1. April 1971 kamen Laffenau, Schloßberg und Selingstadt hinzu. Laibstadt und Rudletzholz folgten am 1. Mai 1978.

## Religion

### Christentum
In Heideck gibt es eine römisch-katholische und eine evangelisch-lutherische Kirchengemeinde. Ungewöhnlich für Mittelfranken, das laut Bayerischem Landesamt für Statistik von 1987 zu 54 % evangelisch ist, ist die Mehrheit der Bevölkerung von Heideck zu 68 % römisch-katholisch, während 18 % evangelisch sind. Weitere 14 % gehören anderen christlichen oder nichtchristlichen Religionsgemeinschaften an bzw. sind konfessionslos.
Zum katholischen Pfarrverband Heideck zählen die Pfarreien Heideck, Laibstadt, Liebenstadt und Thalmässing. Das Pfarramt befindet sich in Heideck. Zur evangelischen Kirchengemeinde zählen die evangelischen Christen aus den Thalmässinger Ortsteilen Alfershausen, Tiefenbach und Rabenreuth sowie aus dem gesamten Stadtgebiet Heideck (außer Laffenau). Das Pfarramt befindet sich in Alfershausen. Im 17. Jahrhundert führte die Jesuitenstation Heideck bis 1627 die Rekatholisierung Heidecks durch.

### Judentum
Im Mittelalter gab es eine eigene urkundlich-bestätigte jüdische Gemeinde in Heideck. Diese wurde jedoch, wie viele weitere jüdische Gemeinden in der Region, während des Rintfleisch-Pogroms in Franken im Jahre 1298 extinktiert. Laut dem Nürnberger Memorbuch waren aber auch noch im 14. Jahrhundert einige Juden in Heideck ansässig. Ob damals noch eine eigenständige Gemeinde bestand, ist nicht überliefert. Bei Ausgrabungen in der Straße hinter dem Rathaus, die lange Zeit als „Judengasse“ bezeichnet wurde, wurden die Überreste einer Mikwe gefunden. Die nächste jüdische Gemeinde ist heute die Israelitische Kultusgemeinde in Neumarkt. Dort gibt es auch einen jüdischen Friedhof.

## Politik

### Stadtrat
Die letzten vier vergangenen Kommunalwahlen führten zu den folgenden Sitzverteilungen im Stadtrat (n. k. = nicht kandidiert):
| Partei / Liste                       | 1996     | 2002     | 2008     | 2014     | 2020     |
| ------------------------------------ | -------- | -------- | -------- | -------- | -------- |
| CSU                                  | 8 Sitze  | 10 Sitze | 8 Sitze  | 6 Sitze  | 6 Sitze  |
| SPD                                  | 3 Sitze  | 3 Sitze  | 2 Sitze  | 1 Sitz0  | 1 Sitz0  |
| Freie Wähler (FW)                    | 5 Sitze  | 3 Sitze  | 4 Sitze  | 7 Sitze  | 7 Sitze  |
| Christliche Wählergemeinschaft (CWG) | n. k.    | n. k.    | 2 Sitze  | 2 Sitze  | 2 Sitze  |
| Heidecker Bürgerblock (HBB)          | n. k.    | n. k.    | 0 Sitze  | n. k.    | n. k.    |
| Gesamt                               | 16 Sitze | 16 Sitze | 16 Sitze | 16 Sitze | 16 Sitze |

### Bürgermeister
Bei der Kommunalwahl 2014 wurde Ralf Beyer (FW) mit 59,2 % der Stimmen zum Bürgermeister gewählt und konnte sich gegen den Amtsinhaber Ottmar Brunner (CSU, 33,6 %) und dem weiteren Herausforderer Thomas Schubert (CWG, 7,2 %) durchsetzen. Seine Amtszeit begann am 1. Mai 2014. Bei der Wahl 2020 trat Beyer als einziger Kandidat an und erreichte 94,4 %.

### Liste der Bürgermeister
- 1843–1853: Franz Michael Benz
- 1882–1899: Johann Barth
- 1899–1911: Georg Schwarz
- 1912–1919: Franz Xaver Bögl
- 1919–1922: Anton Fischer
- 1922–1933: Georg Stücklen
- 1933–1935: Josef Wechsler (NSDAP)
- 1935–1945: Michael Mauderer (NSDAP)
- 1945–1948: Georg Stücklen (CSU; zweite Amtszeit)
- 1948–1972: Johann „Hans“ Stücklen (CSU)
- 1972–1990: Benno Eckert (CSU)
- 1990–2002: Hans Herger (FW)
- 2002–2014: Ottmar Brunner (CSU)
- seit 2014: Ralf Beyer (FW)[19]

### Wappen und Flagge
Wappen
| Wappen von Heideck | Blasonierung: „Gespalten; vorne in Gold ein zugewendeter schwarzer Flug; hinten geteilt von Rot, Silber und Blau“ |
| Wappen von Heideck | Wappenbegründung: Die Teilung in der hinteren Schildhälfte ist dem Wappen der Herren von Heideck entnommen, die dort seit dem 13. Jahrhundert ihren Sitz hatten. Der Flug wird als Helmzier einer Seitenlinie dieses Adelsgeschlechts gedeutet. Wappengeschichte: Die Herren von Heideck bauten um 1250 eine Burg, in deren Schutz eine Siedlung entstand, die nach 1300 den Namen der Burg annahm. Das im 13. Jahrhundert entstandene Territorium dieses Adelsgeschlechts erlangte im 14. Jahrhundert für kurze Zeit Reichsunmittelbarkeit. Aus dem Jahr 1340 sind Abdrucke eines Stempels, der um 1320 entstanden ist, überliefert. Die Teilung in der hinteren Schildhälfte ist dem Wappen der Herren von Heideck entnommen. Der Flug wird als Helmzier einer Seitenlinie dieses Adelsgeschlechts gedeutet. Das Bild hat sich seitdem nicht mehr geändert, nur Anfang des 17. Jahrhunderts sind beide Schildhälften vertauscht. Dieses Wappen wird seit dem 14. Jahrhundert geführt. |

Flagge
Die Gemeindeflagge ist rot-weiß-blau.

### Partnerschaften
Heideck und die Otto-Lilienthal-Kaserne in Roth hatten ab 1965 die erste Kasernen-Patengemeinschaft in Deutschland. Nach der Aussetzung der Wehrpflicht und Auflösung der entsprechenden Einheiten (zuletzt das II. Bataillon des Luftwaffenausbildungsregiments) zum 31. Dezember wurde die Patenschaft 2012 nach 47 Jahren beendet. Das jährliche, beim Heidecker Heimatfest durchgeführte Gelöbnis der Soldaten wird seit 2013 von Offizieranwärtern und Soldaten auf Zeit der Kompanie (am Standort Roth) des Luftwaffenausbildungsbataillons (Aufstellung 2012 in der Südpfalzkaserne Germersheim) geleistet. Die Gelöbnisse finden am Heidecker Marktplatz oder auf dem Sportplatz des TSV Heideck statt.
Seit 1991 besteht eine Dorfpartnerschaft des Gemeindeteils Laibstadt mit dem Dorf Leibstadt im Kanton Aargau in der Schweiz, das durch sein Kernkraftwerk am Hochrhein bekannt ist.

## Kultur und Sehenswürdigkeiten

### Museum
- Heimatkundliche Sammlung

Im Heimatmuseum werden historische Exponate aus Handwerk, Landwirtschaft, Hafnerei und Haushalt gezeigt. Besonders sehenswert sind ein Klassenzimmer aus dem 19. Jahrhundert und eine alte Zahnarztpraxis. Der neueste Teil des Museums zeigt die Ergebnisse der Ausgrabungen der Burgen in Altenheideck und am Schloßberg sowie vom Marktplatz und der Frauenkirche (Kapell) in Heideck des Jahres 2007 und früher. Das Museum ist im Sommerhalbjahr an den Sonn- und Feiertagen von 14:00 bis 16:00 Uhr geöffnet. Zu besonderen Anlässen wie während des Weihnachtsmarkts oder bei Anmeldungen von Gruppen sind auch andere, meist erweiterte Zeiten möglich.

### Bauwerke und Baudenkmäler
- Johanneskirche

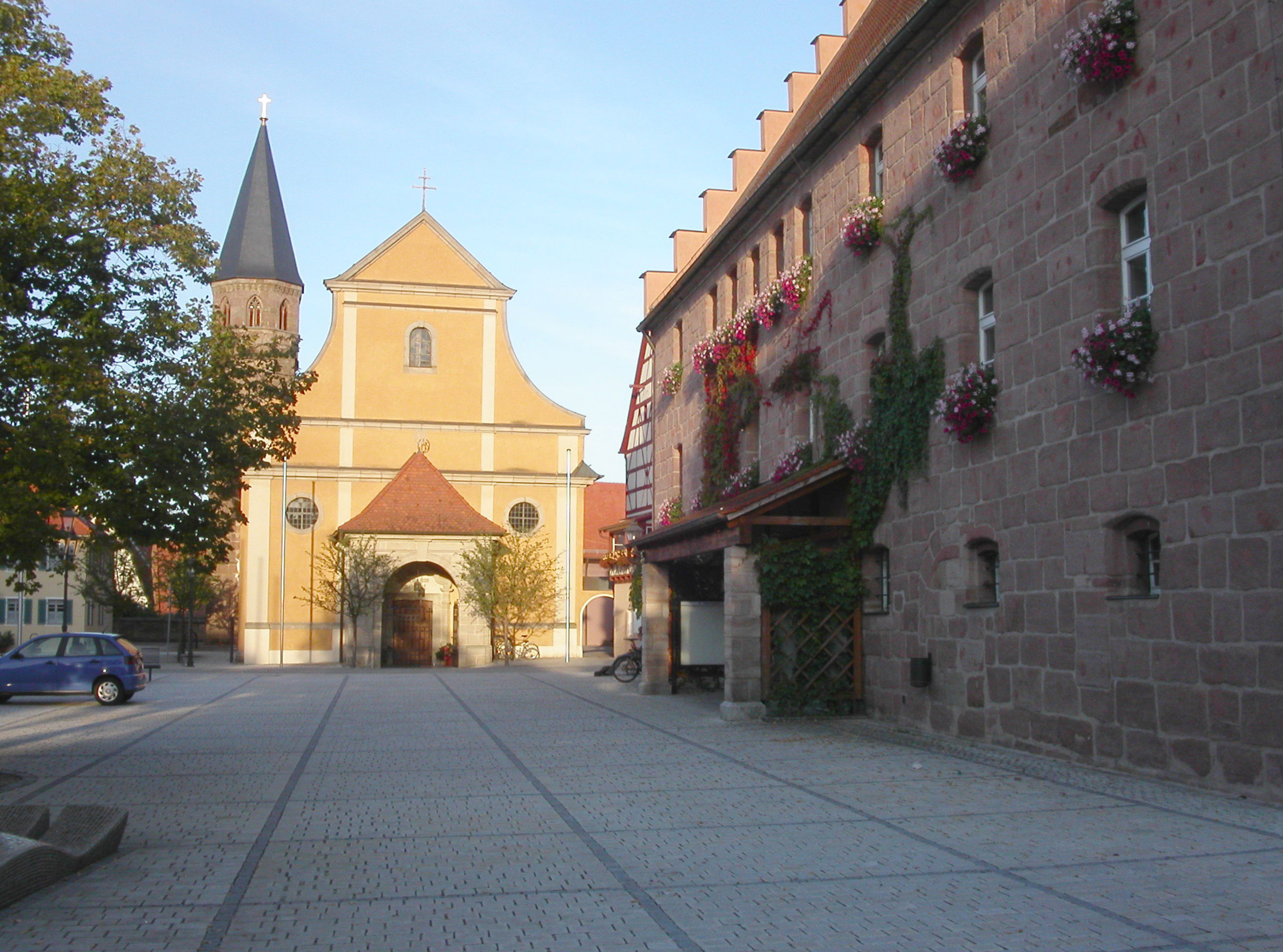
Marktplatz mit Pfarrkirche und Rathaus (rechts)

Die katholische Stadtpfarrkirche ist ein interessantes Beispiel von Stilmischungen zwischen Mittelalter und Neuzeit. Der Hauptflügel ist überwiegend im romanischen Stil gehalten, während der Altarraum und der Glockenturm gotisch sind. Die Kirche wurde 1457 geweiht. Im späten 18. Jahrhundert fanden bauliche Erweiterungen statt, so ist das Interieur des Gotteshauses heute im Stil des Rokoko
- Frauenkirche

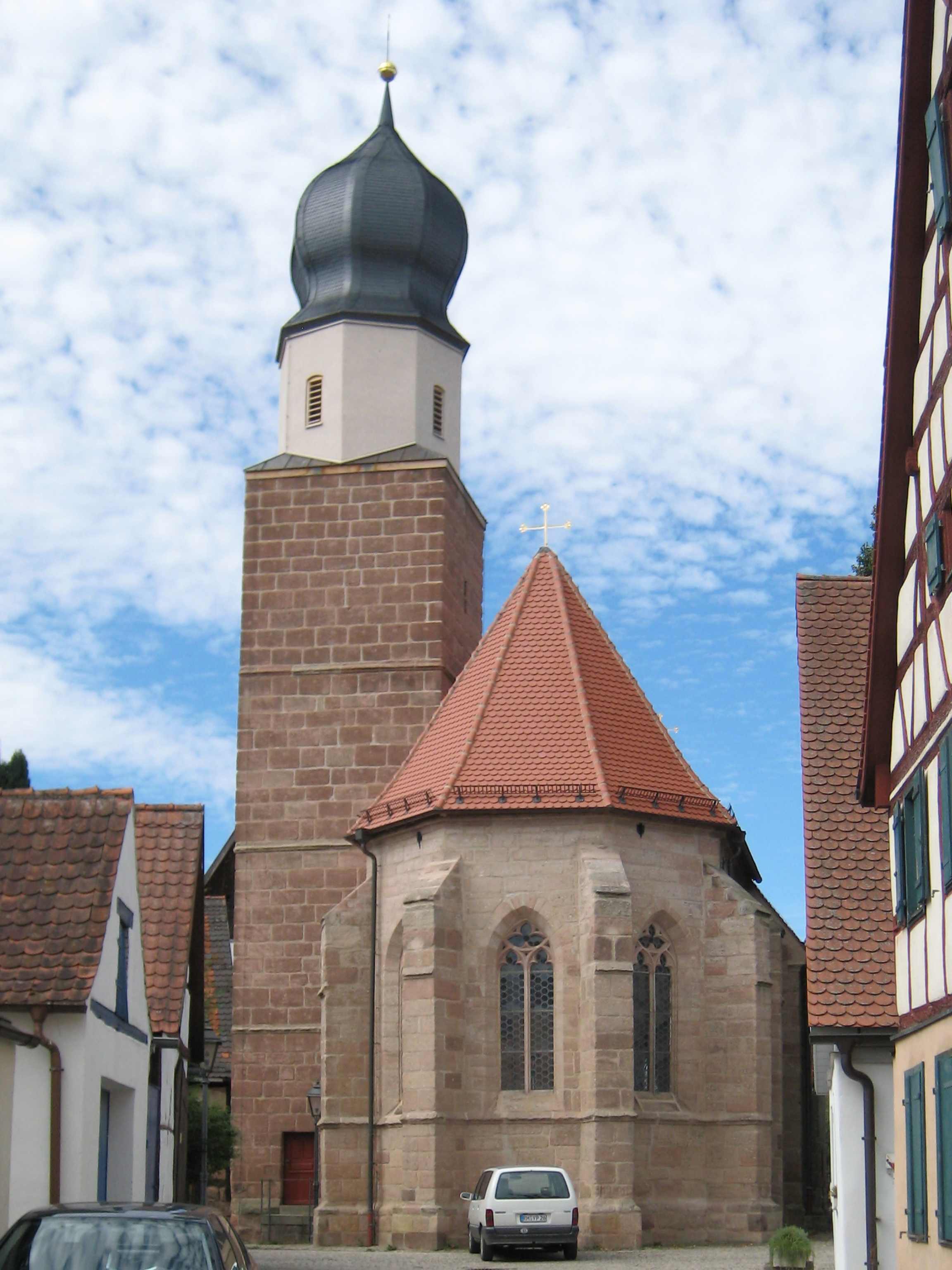
Heidecker Frauenkirche
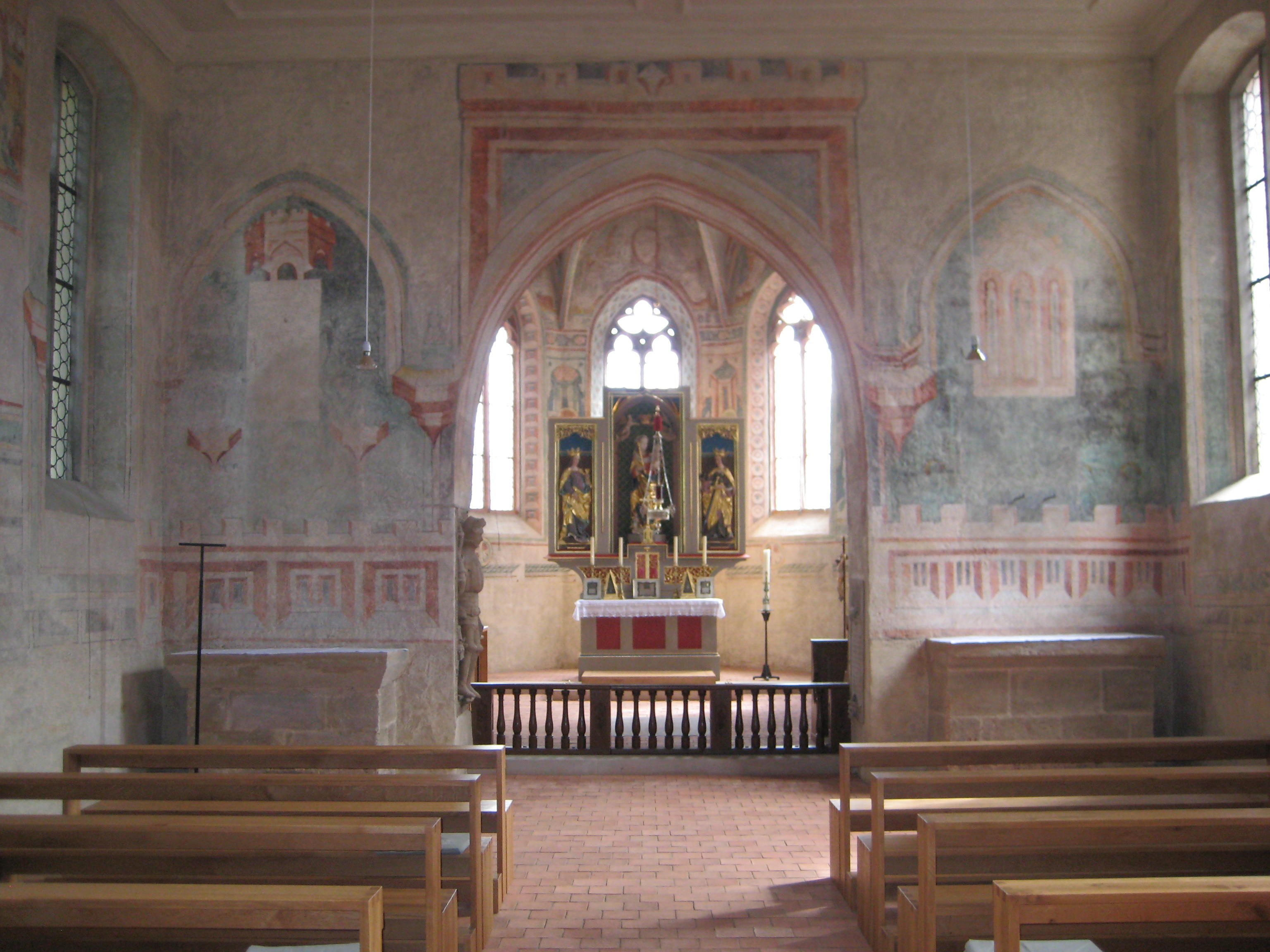
Altar der Heidecker Frauenkirche

Die älteste Kirche in Heideck, die früher hauptsächlich von der evangelischen Gemeinde genutzt wurde, heute jedoch wieder katholischen Gottesdiensten dient (die evangelischen Gottesdienste finden im 1988 eingeweihten Gemeindehaus neben der „Kapell“ und in der Martinskirche Alfershausen statt), wurde 1419 von Friedrich II. von Heideck erbaut und diente bis 1475 als Mausoleum des Heidecker Adelsgeschlechts. Die Kapelle besteht aus einem gotischen Sandsteinbau und einem für Franken typischen Zwiebelturm, ursprünglich mit Fachwerk-Elementen, die jedoch während der Renovierungsarbeiten in den Jahren 2007–2009 nicht erhalten blieben. Im Inneren der Kirche befinden sich in der Region einzigartige Wandfresken aus dem 15. Jahrhundert, die erst im 20. Jahrhundert wiederentdeckt und freigelegt wurden. Zwei gotische Epitaphien erinnern an die Herren von Heideck. Eine der Grablegen weist die Besonderheit auf, dass sich ein Mitglied des Heidecker Adelsgeschlechts dort zusammen mit seinem Hund bestatten ließ. Die Kirche wurde grundlegend renoviert und steht seit 2010 wieder für Gottesdienste zur Verfügung.
- Rathaus

Das Rathaus wurde von 1479 bis 1481 unter Ludwig IX. von Bayern-Landshut erbaut. Besonders bemerkenswert an dem dominanten Sandsteinbau sind die seltenen Stufengiebel. Die ursprüngliche Funktion des Gebäudes im Spätmittelalter war die Getreidelagerung. Seit 1851 ist es Rathaus. Eine besondere Sehenswürdigkeit ist der aus dem 16. Jahrhundert stammende Leuchter des Bürgersaals, das sogenannte Lüsterweibchen. Trotz der Ambitionen des Bayerischen Nationalmuseums in München gelang es der Stadt, dass diese Besonderheit in Heideck blieb.
- Schloss Kreuth

Auf einer Anhöhe nördlich der Stadt wurde im 16. Jahrhundert die Schlossanlage zu Kreuth erbaut. Die historischen Gebäude sind weitestgehend erhalten. In dem 1979 renovierten Schloss sind ein Hotel und ein Reiterhof untergebracht.
- Klausenkapelle bei Heideck

Am östlichen Ortsrand von Seiboldsmühle befindet sich ein Sühnekreuz, das Steinkreuz bei Seiboldsmühle.

### Besonderheiten

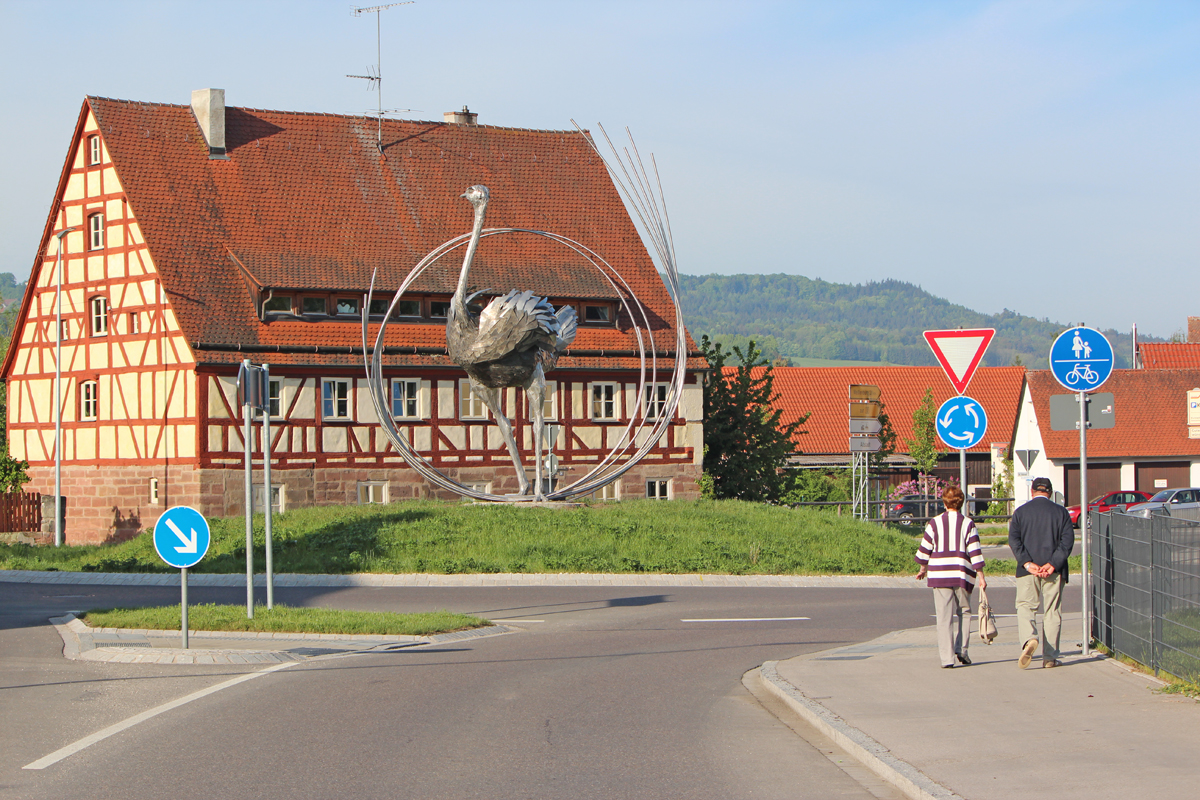
Ein von der Künstlerin Sabine Mädl geschaffenes Kunstwerk in Form eines Vogel Strauß ziert den Kreisverkehr

- Heidecker Wanderwege

Auf dem Heidecker Burgenweg, einem Wanderweg, können sich Besucher auf die historische Fährte der Herren von Heideck begeben. Der etwa 14 km lange Weg führt von der Burgruine in Altenheideck bis zu der neueren Burgruine am 607 m hohen Schloßberg (höchster Berg des Landkreises Roth). Die Ruinen sind zum Teil freigelegt und werden durch Schilder historisch erläutert. An beiden Burgruinen gibt es Aussichtsplattformen.
Auf dem Laibstädter Geschichtsweg erhalten die Besucher Einblick in geschichtlich bedeutsame Punkte des Raumes: Keltenschanze – Stellung aus dem Zweiten Weltkrieg – Felsenkeller – Erdbohrung – „Scharwerk“ – Wallanlage – Geologie – Bergwerk. An vielen Stellen bieten sich Ausblicke in die Oberpfalz oder auch auf den nahen Schloßberg. Dabei geht etwa die Hälfte der Strecke durch landwirtschaftliche Kulturen, die andere Hälfte auf Naturwegen durch Laub- und Nadelwälder. Ein Stichweg (4 km Länge) führt den Wanderer zu einer weiteren Schanze sowie zum Stroh- oder Struudbrunnen, ein weiterer Stichweg (500 m Länge) zu einem alten Grenzstein, der die Grenze zwischen den Fürstentümern Pfalz-Neuburg und Brandenburg-Ansbach markiert. Der am 26. April 2015 mit aktuellen Informationstafeln ausgestattete, etwa 10 km lange Weg führt vom Bergwerksstollen (460 m ü. NHN) an der Straße zwischen Laibstadt und Dannhausen über den Ruppertsberg (600 m ü. NHN) und berührt auch den Frankenweg.

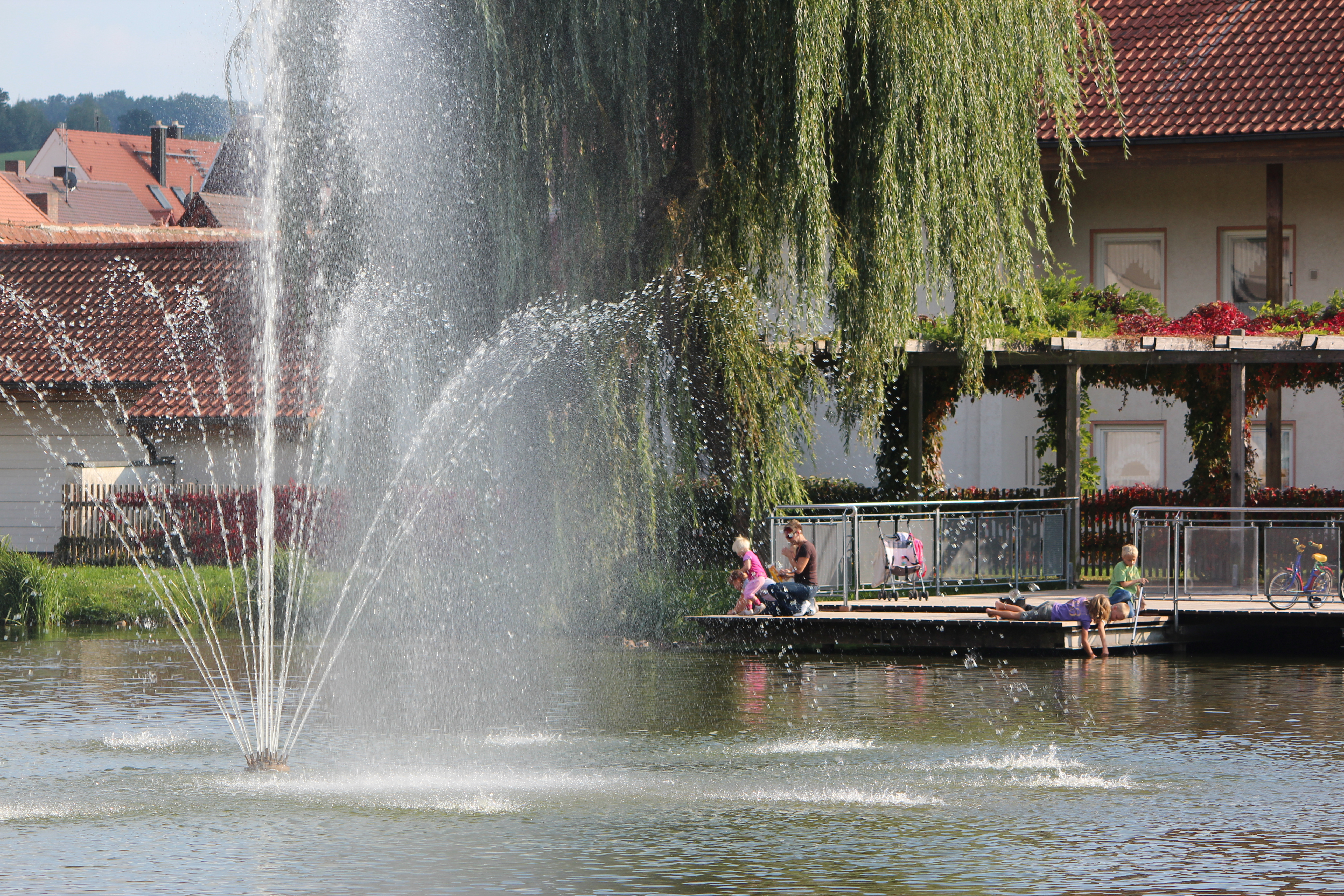
Wasserfontäne am Wäschweiher

- Wasserfontäne

Im Rahmen eines „Weiherfestes“ am 25. Mai 2011 nahm die Stadt Heideck die im Wäschweiher installierte Wasserfontäne offiziell in Betrieb. Die maximale Höhe des Strahls der Fontäne beträgt etwa sechs Meter.
- Kreisverkehr

Am 26. August 2011 wurde in der Stadt Heideck ein neu errichteter Kreisverkehr offiziell in Betrieb genommen. Die Kosten, die hauptsächlich vom Landkreis Roth und vom Freistaat Bayern übernommen wurden, beliefen sich auf etwa 1,5 Millionen Euro. Im Mai 2013 wurde ein Kunstwerk in Form eines Vogel Strauß im Kreisverkehr installiert. Angeregt durch den Kopf eines Greifenvogels mit einem Hufeisen im Schnabel aus dem Wappen der Herren von Heideck (zu besichtigen in der Frauenkapelle, der Kapell), steht der Strauß am Eingang der Altstadt. Mit den Attributen „Bodenständigkeit, Wachsamkeit, Schnelligkeit, Balance und Kampfkraft“ beschreibt die Künstlerin Sabine Mädl den Vogel und somit ihr Werk für Heideck. In der Figur tritt er durch Kreise und offene Kreisbögen, die sich im umgebenden Kreisverkehr wiederfinden. Die Kreise stehen für die Expansion Heidecks, das aus einer dicht von einer Mauer umschlossenen zu einer weltoffenen, wachsenden Stadt wurde.

### Freizeit und Sport
- Die Radstrecken des Ende Juni stattfindenden Rothsee-Triathlon sowie der Anfang Juli stattfindenden Challenge Roth führen durch Heideck.
- Es gibt ein großes beheiztes Freibad mit vier Becken und einer Gesamtwasserfläche von 1000 m². Das Bad hat einen Sprungturm und weitläufige Rasenflächen und ist von Mitte Mai bis Mitte September täglich geöffnet.
- Als einer der wenigen Städte in der Region verfügt Heideck über einen 300 m langen Skihang mit Lift. Dieser befindet sich im Gemeindeteil Rudletzholz. Darüber hinaus gibt es diverse Rodelhänge und Schlittschuhweiher.

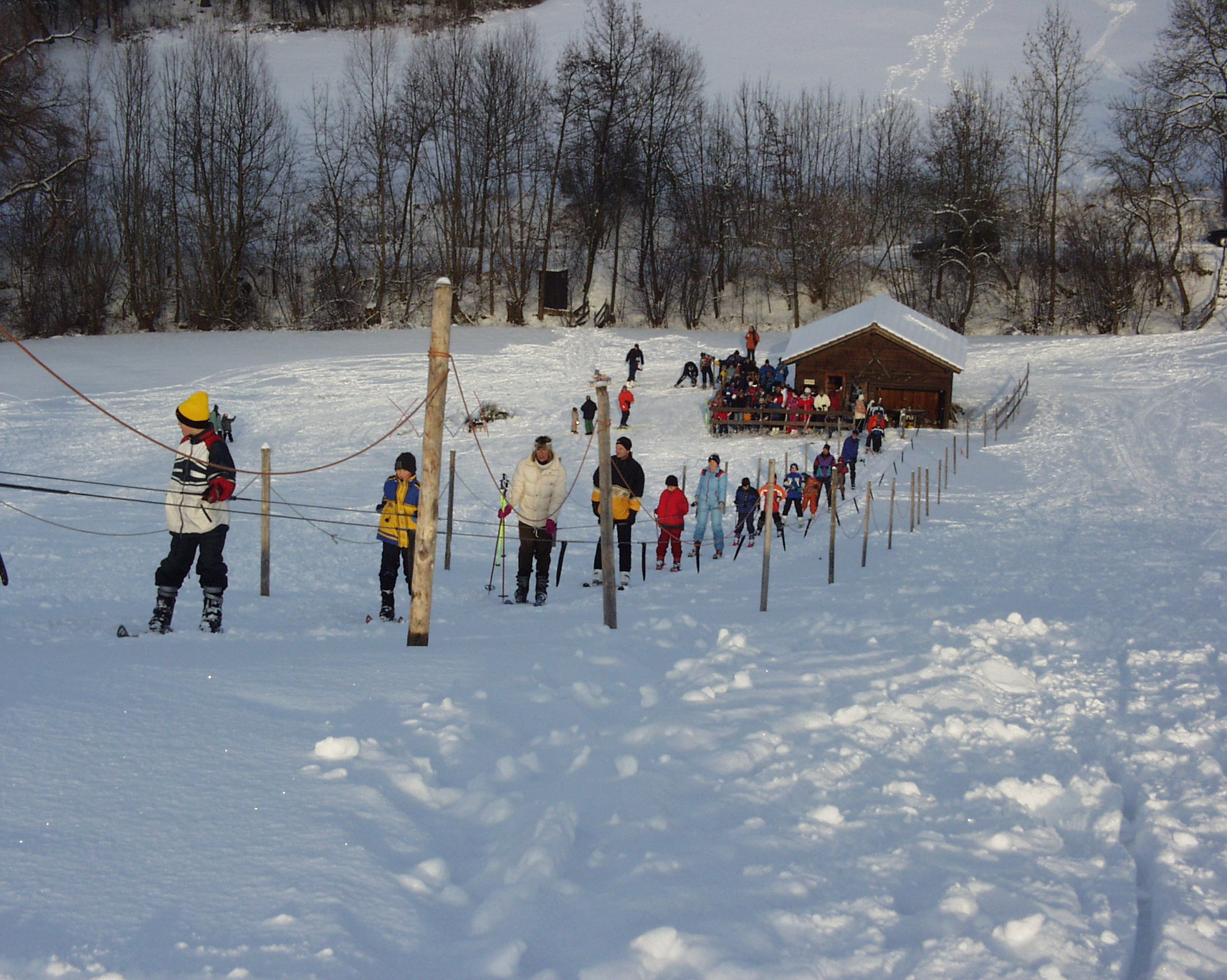
Blick auf den Skilift im Ortsteil Rudletzholz

- Ferner gibt es einen Tennisplatz mit sechs Sandplätzen, eine Sportanlage mit Fußballplätzen und Laufbahnen, Eisstock- und Sommerstockanlagen, Kegelbahnen, eine Sportschützenanlage, ein Fitness- und ein Gesundheitsstudio.
- Der Gredl-Radweg (von Hilpoltstein nach Thalmässing, Gesamtlänge etwa 22 Kilometer) auf einem Teil der heute verkürzten Bahnstrecke Roth–Greding, der durch den Gemeindeteil Seiboldsmühle verläuft, steht zum Radfahren, Inlineskaten und Wandern zur Verfügung.
- In der Gemeinde gibt es mit dem TSV Heideck und der DJK Laibstadt zwei unterklassige Fußballvereine.

### Regelmäßige Veranstaltungen
- Ehrung erfolgreicher Heidecker

Heidecker, die für das zurückliegende Jahr besondere Leistungen in den Bereichen Schule, Berufsausbildung und Beruf, Kunst oder Sport nachweisen können, werden an einem Ehrungsabend mit einer Figur des „Heidecker Brunnenmännchens“ geehrt. Die Veranstaltung findet im Regelfall im März statt.
- Heimatfest

Am dritten Wochenende im Juli findet seit den 1950er Jahren das fünftägige Heimatfest am Festplatz statt. Beginnend mit einem Musikabend am Donnerstag (20 Mal als Rocknacht von 1994 bis 2013, seit 2014 als Warm-up-Party), dauert das Fest bis zum Montag, an dem ein Brillantfeuerwerk den Abschluss der Veranstaltung bildet. Zwei im Landkreis Roth heimische Brauereien liefern jährlich wechselnd das süffige Festbier. Am Sonntag wird ein Festumzug (historische Kleidung) durch die Altstadt veranstaltet. Im Rahmen des Festes stellen in der Stadthalle heimische Künstler aus.
- Marktplatzfest

Mitte August findet auf dem Marktplatz vor dem Rathaus das Marktplatzfest statt, in dessen Rahmen ein Bauernmarkt sowie Live-Musik angeboten werden.
- Weihnachtsmarkt

Jeden ersten Adventssamstag wird der Heidecker Weihnachtsmarkt am Marktplatz in der historischen Altstadt veranstaltet. In dessen Rahmen findet die feierliche Aktivierung der alljährlichen Weihnachtsbeleuchtung statt. Besonders sehenswert ist die große Weihnachtskrippe, die jedes Jahr als reale Landschaft auf mehreren Quadratmetern gestaltet wird. Standort der Krippe ist die Scheune des KiD (Kultur im Depot) neben der Frauenkirche.

## Wirtschaft und Infrastruktur

### Wirtschaft
Die Wirtschaft in der Stadt ist heute maßgeblich geprägt durch die Lage in der Metropolregion Nürnberg. Früher war die Stadt sehr auf Landwirtschaft ausgerichtet – vor allem Hopfenanbau. Inzwischen haben sich zahlreiche Industriebetriebe angesiedelt, wie Metall- und Silikonverarbeitung sowie Lebensmittelindustrie. Durch die Lage im Fränkischen Seenland spielt zunehmend Tourismus und dadurch der Dienstleistungssektor eine Rolle.

### Verkehr
Heideck liegt nahe der Bundesautobahn 9 (Anschlussstelle 56 – Hilpoltstein). Die Staatsstraße 2226 führt über Liebenstadt zu einer Anschlussstelle der Bundesstraße 2 (7,5 km westlich) bzw. über Seiboldsmühle und Unterrödel nach Hilpoltstein (7,5 km nordöstlich). Die Staatsstraße 2726 führt nach Selingstadt (1,5 km östlich). Die Kreisstraße RH 34 führt nach Laffenau (3,1 km nördlich). Die Kreisstraße RH 22 führt nach Rudletzholz (1,6 km südlich). Die Kreisstraße RH 21 führt nach Schloßberg (2,3 km südwestlich). Eine Gemeindeverbindungsstraße führt nach Rambach (1,6 km südwestlich).
Die Buslinie 633 des VGN verkehrt zum Bahnhof Allersberg an der Schnellfahrstrecke Nürnberg–Ingolstadt, wo der München-Nürnberg-Express und die Linie S5 der S-Bahn Nürnberg verkehren. Bis 1974 war der Bahnhof Heideck an die Bahnstrecke Roth–Greding („Gredl“) angebunden, die heute nur noch bis Hilpoltstein reicht. Auf der einstigen Bahnstrecke befindet sich jetzt ein Fuß- und Radweg.

### Medien
Im Bereich der Printmedien konzentriert sich Heideck vor allem auf die Nürnberger Nachrichten in Form ihrer Regionalausgabe, der Hilpoltsteiner Zeitung sowie auf den Donaukurier in seiner Regionalausgabe Hilpoltsteiner Kurier.
Monatlich gibt die Stadt ihr Mitteilungsblatt heraus. Dieses wird kostenlos an alle Haushalte verteilt.

### Bildung
Heideck verfügt über eine Grundschule und gehört zum Sprengel des Mittelschulverbands Landkreis Roth Süd-Ost mit Schulstandorten in Thalmässing und Hilpoltstein. Außerdem werden ein städtischer Kindergarten und ein Kindergarten der römisch-katholischen Kirche betrieben. Hort und Schülerbetreuung sind vorhanden. Ferner finden jedes Semester zahlreiche Lehrveranstaltungen und Kurse der Volkshochschule statt. Allen Bürgern steht eine städtische Bücherei im Haus St. Benedikt zur Verfügung. Seit Februar 2014 ist auch eine „Onleihe“ (d. h. Ausleihe über das Internet) von Büchern möglich.

## Persönlichkeiten
Im Bürgersaal des Rathauses, welcher als Sitzungssaal des Stadtrats dient, sind Bilder aller 22 Ehrenbürger angebracht, das Datum der Verleihung der Ehrenbürgerwürde ist mit angegeben. An der gegenüberliegenden Wand des Bürgersaales befinden sich die Fotos der ehemaligen Bürgermeister der Stadt, sofern Abbildungen vorhanden sind.

### Ehrenbürger
- Johann Evangelist, Dekan und Stadtpfarrer, verliehen am 20. Mai 1900
- Emil zu Öttingen, Öttingen und Öttingen-Spielberg auf Schloss Kreuth, verliehen am 22. März 1903
- Ludwig Baumann, Privatier und Handelsmann, verliehen am 12. Oktober 1905
- Kaspar Hiermer, Buckmayer’scher Benefiziat, verliehen am 2. Mai 1912
- Theodor Holzinger, Postexpeditor, verliehen am 2. Mai 1912
- Johann Anton Schermbacher, praktischer Arzt, verliehen am 2. Mai 1912
- Alban Schneid, Geistlicher Rat und Buckmayer’scher Benefiziat, verliehen am 1. Juli 1919
- Nikolaus Wechsler, Geistlicher Rat, Dekan und Stadtpfarrer, verliehen am 11. Februar 1920
- Sebastian Hueber, Stadtrat und Bäckermeister, verliehen am 6. Juni 1923
- Georg Wohlmuth (1865–1952), Apostolischer Protonotar, Dompropst und Landtagsabgeordneter, verliehen am 16. November 1927
- Otto zu Öttingen, Öttingen und Öttingen-Spielberg auf Schloss Kreuth, verliehen am 26. Februar 1929
- Aloys Bengel, Stadtpfarrer und Wohltäter, verliehen am 10. Januar 1931
- Georg Stücklen, Altbürgermeister und Schlossermeister, verliehen am 23. Juli 1950
- Joseph Gloß, Geistlicher Rat, Dekan und Stadtpfarrer, verliehen am 19. Juni 1955
- Max Ring († 1962), praktischer Arzt, verliehen am 18. Januar 1962
- Richard Stücklen (1916–2002), Politiker (CSU), Bundesminister und Bundestagspräsident, verliehen am 11. Juli 1965
- Ferdinand Heumann, Geistlicher Rat und Stadtpfarrer, verliehen am 7. März 1970
- Oscar Schneider (1927–2024), Bundestagsabgeordneter und Bundesminister, verliehen am 16. Juni 1978
- Johann „Hans“ Stücklen, Altbürgermeister und Schlossermeister, verliehen am 10. August 1985
- Benno Eckert, Altbürgermeister und Verlagsbesitzer, verliehen am 26. April 1990
- Walter Tschöpe, Pfarrer in Laibstadt, verliehen am 7. Januar 1996
- Erich Brüchle, Zweiter Bürgermeister und Stadtkapellmeister, verliehen am 15. April 1996

### Söhne und Töchter der Stadt
- Johann Paul Schiffelholz (1685–1758), Chordirektor und Komponist
- Joseph Anton Schmid (1827–1881), Theologe und Politiker (Zentrum), Reichstags- und Landtagsabgeordneter
- Georg Wohlmuth (1865–1952), Universitätsprofessor (der Philosophie) und Politiker (Bayerische Volkspartei), Landtagsabgeordneter
- Richard Stücklen (1916–2002), Politiker (CSU), 1949–1990 MdB, Bundespostminister, Bundestagspräsident
- Oscar Schneider (1927–2024), Politiker (CSU), 1969–1994 MdB, Bundesminister für Raumordnung, Bauwesen und Städtebau
- Michaela Schabinger, jetzt Dirsch (geb. Stengl; * 1961), Sprinterin

### Personen, die vor Ort wirken oder gewirkt haben
- Franz Michael Benz (1809–1882), Landwirt und Händler, ehemaliger Bürgermeister (1843–1853; Bayerische Patriotenpartei)
- Karin Halbig (* 1955), Rechtsanwältin, ehemals Landtagsabgeordnete, Kreis- und Stadträtin (Freie Wähler, vormals CSU)